# Rublon
Rublon ist eine unternehmensgerechte Multi-Faktor-Authentifizierung, die eine zusätzliche Sicherheitsebene für Benutzer bietet, die sich bei Netzwerken, Servern, Endpunkten sowie Desktop-, Cloud-, Web- und mobilen Anwendungen anmelden. Rublon MFA sichert Fernzugriffe und lokale Anmeldungen mithilfe von Hardware- und Software-Authentifikatoren an, einschließlich der mobilen App Rublon Authenticator, die eine digitale Identität des Kontoinhabers enthält. Zahlreiche Rublon-MFA-Konnektoren (Module) ermöglichen die Implementierung einer starken Authentifizierung für alle oder ausgewählte Benutzer in zahlreichen IT-Systemen. Individuell konfigurierbare Sicherheitsrichtlinien ermöglichen die Anpassung von Rublon MFA an die Bedürfnisse des Unternehmens. Die Multi-Faktor-Authentifizierung von Rublon trägt zum Schutz von Unternehmensdaten und zur Einhaltung von Vorschriften bei.

## Verfügbare Authentifizierungsmethoden
Benutzer, die sich bei einer mit Rublon integrierten Anwendung anmelden, können nach Eingabe ihres Passworts eine der folgenden Authentifizierungsmethoden verwenden:
- WebAuthn/U2F-Sicherheitsschlüssel: Phishing-resistenter Hardware-Token, der die Standards FIDO2 (WebAuthn) und FIDO U2F unterstützt (z. B. YubiKey).
- YubiKey OTP: Hardware-Schlüssel mit Unterstützung für YubiKey-OTP (One-Time Passwords).
- Mobile Push: Push-Benachrichtigung, die an die Rublon Authenticator App auf dem Smartphone gesendet wird; der Nutzer bestätigt die Anmeldung mit einem Fingertipp.
- TOTP-Passcode: Zeitbasierter Einmal-Code,[3] generiert durch eine mobile Authenticator-App wie Rublon, Google Authenticator oder Microsoft Authenticator.
- SMS Passcode: Einmal-Code, der per SMS an die registrierte Telefonnummer des Benutzers gesendet wird.
- SMS Link: Link zur Bestätigung der Identität, der per SMS an die Telefonnummer des Benutzers gesendet wird.
- Telefonanruf: Anruf auf die hinterlegte Festnetz- oder Mobilnummer mit der Aufforderung, eine Taste zur Bestätigung zu drücken.
- QR Code – QR-Code zur Authentifizierung, der mit der Rublon Authenticator App gescannt werden kann.
- E-Mail-Link: Link zur Identitätsbestätigung, der per E-Mail an den Benutzer gesendet wird.

Benutzerkonten können mit der Rublon Authenticator App geschützt werden, die für Android, iOS und Harmony OS verfügbar ist. Die Registrierung eines Kontos in der App erfolgt durch das Scannen eines QR-Codes, wobei eine digitale Identität auf Basis asymmetrischer RSA-Kryptografieschlüssel erzeugt wird. Nach erfolgreicher Einrichtung stehen dem Benutzer verschiedene Methoden der Multi-Faktor-Authentifizierung (MFA) zur Verfügung, darunter Push-Benachrichtigungen, zeitbasierte Einmalpasswörter (TOTP) sowie die Authentifizierung per QR-Code.

## Unterstützte Anwendungen
Rublon ermöglicht die Absicherung von Benutzerkonten durch Integration über die Protokolle RADIUS, LDAP(S) und SAML. Dadurch lässt sich Multi-Faktor-Authentifizierung für die meisten VPN-Lösungen und Cloud-Anwendungen implementieren. Unterstützt werden zahlreiche VPNs und Router, unter anderem von Herstellern wie Cisco, Citrix Systems, SonicWall, MikroTik sowie Plattformen wie OpenVPN, Fortinet und WatchGuard.
Für Microsoft-Technologien bietet Rublon eigene Konnektoren, die die Multi-Faktor-Authentifizierung in verschiedene Komponenten integrieren. Dazu gehören lokale Windows-Anmeldungen (inkl. über Windows Hello), Anmeldungen über das Remote Desktop Protocol (RDP), Remote Desktop Services (RD Gateway, RD Web Access, RD Web Client), Active Directory Federation Services (AD FS) sowie Outlook Web Access (OWA) und andere Dienste.
Zusätzlich stehen Plug-ins für WordPress, Jira und Confluence zur Verfügung, ebenso wie Module für SSH-Zugriffe und die Integration in Veritas NetBackup.
Dank einer Vielzahl von verfügbaren Integrationen können Administratoren die Multi-Faktor-Authentifizierung mit Rublon ohne Programmieraufwand implementieren. Für Entwickler stehen zusätzlich Bibliotheken in Java, .NET und PHP zur Verfügung, um bei Bedarf individuelle Integrationen zu realisieren.

## Geschichte
Rublon ist ein Unternehmen, das die gleichnamige Plattform zur Multi-Faktor-Authentifizierung entwickelt und anbietet. Das Unternehmen war früher unter dem Namen Adips bekannt, das im Jahr 2000 als Dienstleister für die Bundesdruckerei, einen deutschen Hersteller von Banknoten, Pässen und Personalausweisen, gegründet wurde. Adips erwarb und betrieb auch mehrere Online-Unternehmen, wie DICT – ein englisch-polnisches Online-Wörterbuch – und verschiedene polnische Premium-Domainnamen.
Im Jahr 2011 brachte Adips mit Rublon die weltweit erste kommerzielle passwortlose Login-Lösung auf den Markt, die Smartphones als Authentifizierungstoken verwendet. Benutzer konnten einen QR-Code scannen, um sich bei unterstützten Anwendungen anzumelden. Ein ähnlicher Authentifizierungsmechanismus, bei dem ein QR-Code gescannt wird, wird derzeit von mObywatel verwendet, einer von der polnischen Regierung herausgegebenen Anwendung, die es den Nutzern ermöglicht, sich bei offiziellen Regierungswebsiten anzumelden und über ihr Smartphone Zugang zu verschiedenen öffentlichen Diensten zu erhalten.
Im Jahr 2015 gründete Rublon die Forschungs- und Entwicklungsabteilung Rublon Labs, die sich auf Forschung und Innovation im Bereich der Informationssicherheit konzentriert.
Im Jahr 2018 veröffentlichte Rublon die Multi-Faktor-Authentifizierung für Unternehmen.
Im September 2021 kündigte Rublon ein großes Update seiner Plattform an, welches eine neu gestaltete Form der Benutzerauthentifizierung beinhaltete, wodurch neue Möglichkeiten eröffnet wurden, und verbesserte Möglichkeiten zur Registrierung und Verwaltung der Authentifikatoren.
Im November 2022 änderte Adips seinen offiziellen Firmennamen auf Rublon, was die Konzentration auf sein Hauptprodukt widerspiegelt.
Im Dezember 2022 erhielt Rublon die ISO/IEC 27001-Zertifizierung im Bereich Sicherheit von Software und IT-Cloud-Diensten.
Im Januar 2024 wurde Rublon mit dem Forbes Diamonds Award ausgezeichnet.
Im November 2024 erhielt Rublon die Zertifizierung CRN Channel Master 2025.